# Miroslav Pohuněk
Miroslav Pohuněk (23. února 1934 – 24. září 2023) byl český fotbalista, obránce, reprezentant Československa.

## Fotbalová kariéra
V lize odehrál 188 utkání a dal 6 gólů. Hrál za Spartu Praha (1953–1954) a Bohemians Praha (1958–1968). Se Spartou získal titul mistra republiky (1954). Za československou reprezentaci odehrál v roce 1964 jeden zápas (přátelské utkání s Polskem), dvakrát startoval v reprezentačním B-mužstvu a dvakrát v olympijském výběru.

## Ligová bilance
| Ročník                                   | Zápasy | Góly | Klub                     |
| ---------------------------------------- | ------ | ---- | ------------------------ |
| Přebor československé republiky 1954     | 6      | 0    | Spartak Praha Sokolovo   |
| 1. československá fotbalová liga 1958/59 | 23     | 1    | Spartak Praha Stalingrad |
| 1. československá fotbalová liga 1959/60 | 21     | 0    | Spartak Praha Stalingrad |
| 1. československá fotbalová liga 1960/61 | 26     | 1    | Spartak Praha Stalingrad |
| 1. československá fotbalová liga 1961/62 | 26     | 1    | Spartak Praha Stalingrad |
| 1. československá fotbalová liga 1962/63 | 25     | 0    | ČKD Praha                |
| 1. československá fotbalová liga 1963/64 | 22     | 1    | ČKD Praha                |
| 1. československá fotbalová liga 1964/65 | 23     | 2    | ČKD Praha                |
| 1. československá fotbalová liga 1966/67 | 11     | 0    | Bohemians ČKD Praha      |
| 1. československá fotbalová liga 1967/68 | 5      | 0    | Bohemians ČKD Praha      |
| CELKEM                                   | 188    | 6    |                          |